# 菇木真
廣東菇木真生物科技股份有限公司，簡稱廣東菇木真生物科技股份、廣東菇木真生物科技、菇木真生物科技、廣東菇木真，以及菇木真（英語：Gumuzhen Bio-technology Co., Ltd，深交所：300143）是一家中国食品公司。

## 历史
於1998年由葉運壽（董事長）於广东省东莞市塘厦镇蛟坪大道83号（總部）設立，前身為「東莞市星河實業有限公司」、「东莞市星河生物科技有限公司」，以及「广东星河生物科技股份有限公司」。
現時在國內主要生產及銷售各種菇類產品，而主要品牌為「玉龍洞」、「頂康」、「康壽菇」等產品，而股份則在2010年12月9日於深交所創業板上市，招股價為36元人民幣，發行新股為1700万股，集資額為6.1億元人民幣。

## 連結
- starway.com.cn （页面存档备份，存于）